# 大花石上莲
大花石上莲（学名：Oreocharis maximowiczii）为苦苣苔科马铃苣苔属下的一个种。

## 扩展阅读
維基物種上的相關：大花石上莲